# Purakaunui Falls
Die Purakaunui Falls sind eine Kaskade mehrerer Wasserfälle des Purakaunui River in den Catlins auf der Südinsel Neuseelands. Die Fallhöhe beträgt zwar nur 20 m, dennoch dienen sie als ein Wahrzeichen für Südost-Neuseeland.
Die Wasserfälle liegen 17 km südwestlich der Kleinstadt Owaka und 5 km von der Mündung des Flusses in den Pazifik entfernt.
Sie liegen isoliert im Busch in einem 5 km² großen Landschaftsschutzgebiet und können über einen gut ausgezeichneten Pfad erwandert werden, der mit dem Auto über eine von der Hauptstraße zwischen Owaka und Invercargill abzweigenden Piste erreicht werden kann.
Die Purakaunui Falls sind eine Station auf der Southern Scenic Route.
Die Wasserfälle sind auf einer neuseeländischen Briefmarke von 1976 abgebildet.